# 語言學史
語言學是一門用來描述與說明人類有關語言官能的學問。在古代文明，語言學源於正確描述古典禮拜儀式的語言，比如波你尼（公元前4世紀）對梵文語法的研究，又或是希臘語言在邏輯及修辭方面的發展。在約公元前4世紀開始，中國也發展了本身語法的傳統；而阿拉伯和希伯來的語法則在中世紀發展出來。
現代語言學在18世紀開始發展，一直至19世紀的“文字學的黃金時代”。在20世紀上半期，語言學主要受結構主義學者的影響，其理論建基於歐洲學者弗迪南·德·索緒爾及美國學者愛德華·薩丕爾，伦纳德·布龙菲尔德等人的著作。在1960年代，語言學出現了許多新的領域，比如诺姆·乔姆斯基的生成文法，William Labov的社会语言学及現代的心理語言學。